# 厳家熾
厳 家熾（げん かし、1885年〈光緖11年〉 - 1952年）は、清末民初の官僚・政治家。清末と北京政府時代は地方官職を歴任した。後に中華民国維新政府、南京国民政府（汪兆銘政権）で要職についている。字は孟繁。

## 事績

### 清末と北京政府での活動
蘇州の名族と言われた東山厳氏の家庭に生まれる。清末は、江西省九江府知府、景徳鎮同知、広東省韶州府知府、広州府知府、高雷陽道・巡警道と歴任した。なお任官中に、黄花崗で処刑された革命派72人（72烈士）の遺体を収容したとされる。
1913年（民国2年）1月10日、広東省国税庁籌備処処長に任ぜられる。まもなく粤海関監督に異動し、8月23日には広東省財政司長（後に財政庁長）となる。1915年（民国4年）5月26日、湖南省財政庁長署理に転じ、7月6日に上大夫の位を授与された。また、8月9日には暫定代行ながら湖南巡按使をつとめた。
1916年（民国5年）8月29日、広東財政庁長署理に一度復帰した。1918年（民国7年）4月8日には湖南財政庁庁長に再任されたが、半年で辞任。1920年（民国9年）10月23日、地元で江蘇省財政庁長に任命された。同年、東南大学校董にもなっている。1925年（民国14年）に辞任し、河北・熱河官産総処副処長に任命された。
なお、蔣介石国民政府においては、厳家熾の目立つ活動は見られない。

### 親日政権での活動
1938年（民国27年）3月28日、梁鴻志が中華民国維新政府を設立すると、厳家熾は財政部（部長：陳錦濤）次長に任じられた。翌1939年（民国28年）4月1日、財政部長の陳錦濤が病気休暇に入ったため、厳が次長のまま部務代理となる（陳は6月12日に死去）。9月16日、財政部長署理に特任された。
1940年（民国29年）3月30日、汪兆銘（汪精衛）が樹立した南京国民政府に維新政府が合流すると、厳家熾は財政部政務次長兼監察院監察使に任ぜられた。財政部政務次長は1943年（民国32年）1月23日まで、監察院監察使は1944年（民国33年）5月2日まで、それぞれつとめている。

### 晩年
日本敗北後、厳家熾は漢奸として国民政府に逮捕され、懲役13年の判決を受けた。中華人民共和国が成立した後の1952年、広州で死去した。享年68。